# 18 Pułk Czołgów
18 Pułk Czołgów Średnich – oddział wojsk pancernych ludowego Wojska Polskiego.
Od lat 60. XX w. wchodził w skład 4 Pomorskiej Dywizji Zmechanizowanej im. Jana Kilińskiego. Stacjonował w garnizonie Wędrzyn.

## Rodowód
Wywodzi się z 18 samodzielnego pułku czołgów sformowanego w 1951 w Nysie na podstawie Rozkazu Dowódcy V Okręgu Wojskowego Kraków.
Struktura samodzielnego pułku obejmowała:
- sześć kompanii czołgów średnich
- batalion artylerii pancernej
  - dwie kompanie dział pancernych
- kompanię technicznego zaopatrzenia
- plutony: łączności i saperów.

Uzbrojenie pułku stanowiły: 63 czołgi średnie T-34/85 i 18 dział pancernych.
W grudniu 1952 zmieniono etat. W pułku zmniejszono liczbę kompanii czołgów średnich do trzech i jednej kompanii dział pancernych. Ogólna liczba podstawowego sprzętu bojowego wynosiła wtedy 30 czołgów i 5 dział pancernych.
Rozkazem organizacyjnym MON nr 0046/Org. z 22 września 1954 zmieniono jego nazwę na 18 samodzielny pułk czołgów i artylerii pancernej.
W 1955 Pułk włączono w struktury 5 Dywizji Piechoty oraz przegrupowano go do Wędrzyna.
W 1957 zmieniono podległość – pod 4 Pomorską Dywizję Piechoty.
W 1958 zredukowano pułk do batalionu. Powstał 41 batalion czołgów średnich.
W 1962 batalion przeformowany został w 18 pułk czołgów średnich i podporządkowany dowódcy 4 Pomorskiej Dywizji Zmechanizowanej im. Jana Kilińskiego.
W 1990 oddział przeformowany został na 18 pułk zmechanizowany, a w 1996 w 15 Wielkopolską Brygadę Kawalerii Pancernej im. gen. broni Władysława Andersa i podporządkowany dowódcy 4 Lubuskiej Dywizji Zmechanizowanej im. Jana Kilińskiego.

## Żołnierze pułku
Dowódcy pułku

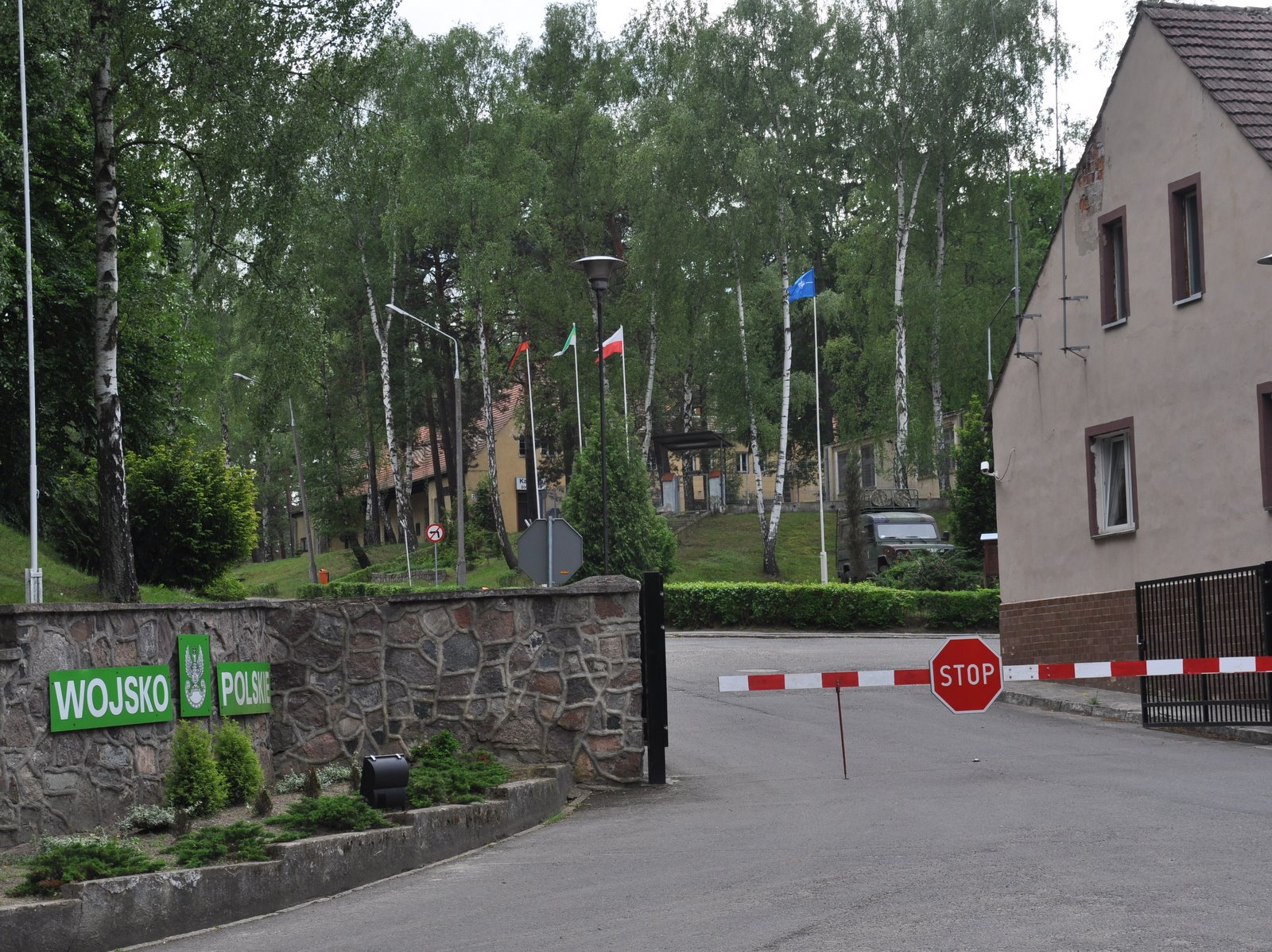
W tych koszarach stacjonował pułk

- 1952-1953 – ppłk Marian Granatowski
- 1953-1955 – ppłk Stanisław Cegłowski
- 1955-1966 – ppłk Tadeusz Gibała
- 1966-1966 – ppłk Zbigniew Stachowicz
- 1966-1967 – ppłk dypl. Jerzy Piątkowski
- 1967-1971 – ppłk dypl. Zbigniew Blechman
- 1971-1976 – ppłk dypl. Augustyn Sałagan
- 1976-1979 – ppłk dypl. Tadeusz Wilecki
- 1979-1983 – ppłk dypl. Jerzy Szpik
- 1983-1987 – ppłk dypl. Mirosław Staniszewski
- 1987-1990 – ppłk dypl. Jerzy Krzywicki
- 1990-1994 – ppłk dypl. Marian Kobielski

## Struktura organizacyjna
Dowództwo i sztab – 1 T-55
- 5 kompanii czołgów – 16 T 55
- bateria plot – 6 ZU 23-2, 4 S-2
- kompania rozpoznawcza – 7 BRDM-2

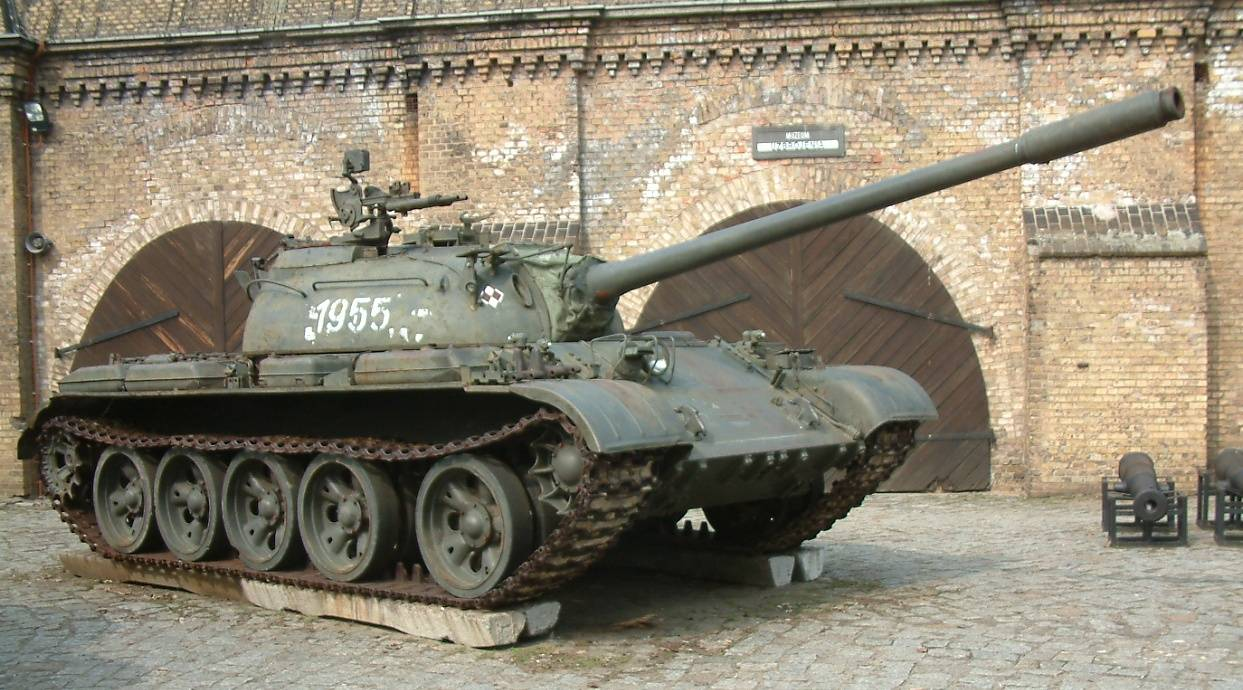
Czołg podstawowy 18 pcz -T-55

- kompania saperów – 4 BLG, BRDM-2, 5 SKOT
- kompania łączności
- kompania medyczna
- kompania remontowa
- kompania zaopatrzenia
- pluton ochrony i regulacji ruchu
- pluton chemiczny